# Bahnhof Leuven
Der Bahnhof Leuven (niederländisch Station Leuven) ist ein Bahnhof der NMBS/SNCB in Löwen. Er liegt an der Bahnstrecke 36 zwischen Lüttich und Brüssel. Mit 27.000 Reisenden pro Tag ist der Löwener Bahnhof an fünfter Stelle der meistfrequentierten Bahnhöfe in Belgien. Der Bahnhof hat 13 Gleise und ist außerdem Endstation der Linien S 2, S 9 und S 20 der S-Bahn Brüssel.

## Geschichte
Löwen wurde im Jahre 1837 als eine der ersten belgischen Städte an das Eisenbahnnetz angeschlossen. Am 10. September 1837 war die Verbindung nach Mechelen hergestellt und am 22. September 1837 die Verbindung nach Tienen. Das neue Verkehrsmittel brachte die bisher florierende Passagierschifffahrt auf dem Kanal zwischen Löwen und Mechelen zum Erliegen und sorgte für die Entstehung eines neuen Stadtviertels in Bahnhofsnähe.
Das heutige Bahnhofsgebäude wurde 1875 vom Architekten H. Fouquet im eklektischen Stil erbaut. Der Grundriss ist symmetrisch mit großzügigem Eingangsgebäude und zwei Seitenflügeln. Während das Äußere des Bahnhofs gut erhalten geblieben ist, wurden im Innenraum zahlreiche Modernisierungsarbeiten vorgenommen.
Im August 1998 begannen die Arbeiten zur Einbindung des Bahnhofs in die Hochgeschwindigkeitsstrecke HSL 2. Der Bahnhof sollte dabei zukünftig von Hochgeschwindigkeitszügen ohne Halt mit 160 km/h durchfahren werden.

## Renovierung
Im Herbst 2000 begann die umfassende Renovierung des Bahnhofs. Dabei wurde in den darauffolgenden Jahren der Bahnhofsplatz umgestaltet, ein neuer Busbahnhof errichtet und eine monumentale Überdachung der Gleise, bestehend aus sechzehn weißen Bögen, gebaut.

## Verkehr
Stand: Fahrplanperiode 10. Dezember 2017 bis 8. Dezember 2018
| Linie | Verlauf | Takt Mo–Fr                       | Takt Sa, So                                                   |
| ----- | --- | -------------------------------- | ------------------------------------------------------------- |
| IC 01 | Eupen – Welkenraedt – Verviers-Central – Liège-Guillemins – Leuven – Brüssel-Nord – Brüssel-Central – Brüssel-Süd – Gent-Sint-Pieters – Brugge – Oostende | 60 min                           | 60 min                                                        |
| IC 03 | Genk – Landen – Leuven – Brüssel-Nord – Brüssel-Central – Brüssel-Süd – Gent-Sint-Pieters – Brugge – Blankenberge                                         | 60 min                           | 60 min                                                        |
| IC 08 | Antwerpen-Centraal – Antwerpen-Berchem – Mechelen – Flughafen Brüssel-Zaventem – Leuven – Hasselt (– Tongern einzelne Fahrten)                            | 60 min Antwerpen–Hasselt/Tongern | Sa: 60 min So: 60 min nach Antwerpen So: 120 min nach Hasselt |
| IC 09 | Antwerpen-Centraal – Antwerpen-Berchem – Lier – Aarschot – Leuven                                                                                         | 60 min                           | –                                                             |
| IC 12 | Kortrijk – Gent-Sint-Pieters – Brüssel-Süd – Brüssel-Central – Brüssel-Nord – Leuven – Liège-Guillemins – Verviers-Central – Welkenraedt                  | 60 min                           | –                                                             |
| IC 14 | Quiévrain – Mons – Braine-le-Comte – Brüssel-Süd – Brüssel-Central – Brüssel-Nord – Leuven – Liège-Guillemins                                             | 60 min                           | –                                                             |
| IC 21 | (Gent-Sint-Pieters – Dendermonde –) Mechelen – Leuven | 60 min Gent–Leuven               | 60 min nur Mechelen–Leuven                                    |
| IC 27 | Braine-l’Alleud – Brüssel-Schuman – Brüssel-Luxemburg – Flughafen Brüssel-Zaventem – Leuven                                                               | –                                | 60 min                                                        |
| IC 29 | (De Panne – Lichtervelde –) Gent-Sint-Pieters – Aalst – Brüssel-Süd – Brüssel-Central – Brüssel-Nord – Flughafen Brüssel-Zaventem – Leuven (– Landen)     | 60 min nur Gent–Landen           | 60 min nach De Panne 120 min nach Landen                      |
| L 03  | Leuven – Aarschot – Hasselt | 60 min                           | –                                                             |
| L 23  | Leuven – Aarschot – Lier – Antwerpen-Berchem – Antwerpen-Centraal                                                                                         | 60 min                           | 60 min                                                        |
| L 27  | Leuven – Mechelen – Puurs – Sint-Niklaas | 60 min                           | –                                                             |
| S 2   | Leuven – Zaventem – Schaerbeek/Schaarbeek – Brüssel-Nord – Brüssel-Central – Brüssel-Süd – Braine-le-Comte                                                | 30 min                           | 60 min                                                        |
| S 9   | Leuven – Zaventem – Brüssel-Luxemburg – Brüssel-Schuman – Braine-l’Alleud                                                                                 | 60 min                           | –                                                             |
| S 20  | Leuven – Ottignies | 60 min                           | 60 min                                                        |
| P     | verschiedene Verstärkerfahrten | HVZ                              | –                                                             |
| ICT   | verschiedene Fahrten von/zu touristischen Orten | Touristensaison                  | Touristensaison                                               |